# Henri Varin de la Brunelière
Henri-Marie-François Varin de la Brunelière (ur. 24 grudnia 1900 w Notre-Dame-de-Cenilly, zm. 24 lipca 1983 w Fort-de-France) – francuski duchowny katolicki, biskup. Święcenia kapłańskie przyjął w 1925 roku, zaś w 1941 został mianowany przez papieża Piusa XII biskupem archidiecezji Martyniki. Po podniesieniu tej diecezji do rangi metropolii objął w niej rządy jako pierwszy arcybiskup metropolita. W 1972 przeszedł na emeryturę, zmarł w 1983. Brał udział w Soborze watykańskim II.